# Makino Tadakiyo
Makino Tadakiyo est un nom japonais traditionnel ; le nom de famille (ou le nom d'école), Makino, précède donc le prénom (ou le nom d'artiste).
Makino Tadakiyo  (牧野 忠精) (26 novembre 1760 - 17 août 1828) est un daimyo du milieu de l'époque d'Edo de l'histoire du Japon.
Les Makino font partie des clans de daimyo appelés fudai ou clans « de l'intérieur » composés de vassaux héréditaires et d'alliés du clan Tokugawa, par opposition aux clans tozama ou clans « de l'extérieur ».

## Généalogie du clan Makino
Le clan Makino fudai apparaît au XVIe siècle dans la province de Mikawa. Leur élévation de statut par Toyotomi Hideyoshi date de 1588. Ils prétendent descendre de Takechiuchi no Sukune, homme d'État légendaire et amant de la légendaire impératrice Jingū.
Sadanaga fait partie d'une branche cadette des Makino créée en 1680. Ces Makino résident successivement au domaine de Sekiyado dans la province de Shimōsa en 1683 ; au domaine de Yoshida dans la province de Mikawa en 1705; au domaine de Nabeoka dans la province de Hyūga en 1712 et de 1747 jusqu'en 1868 au domaine de Kasama (80 000 koku) dans la province de Hitachi. 

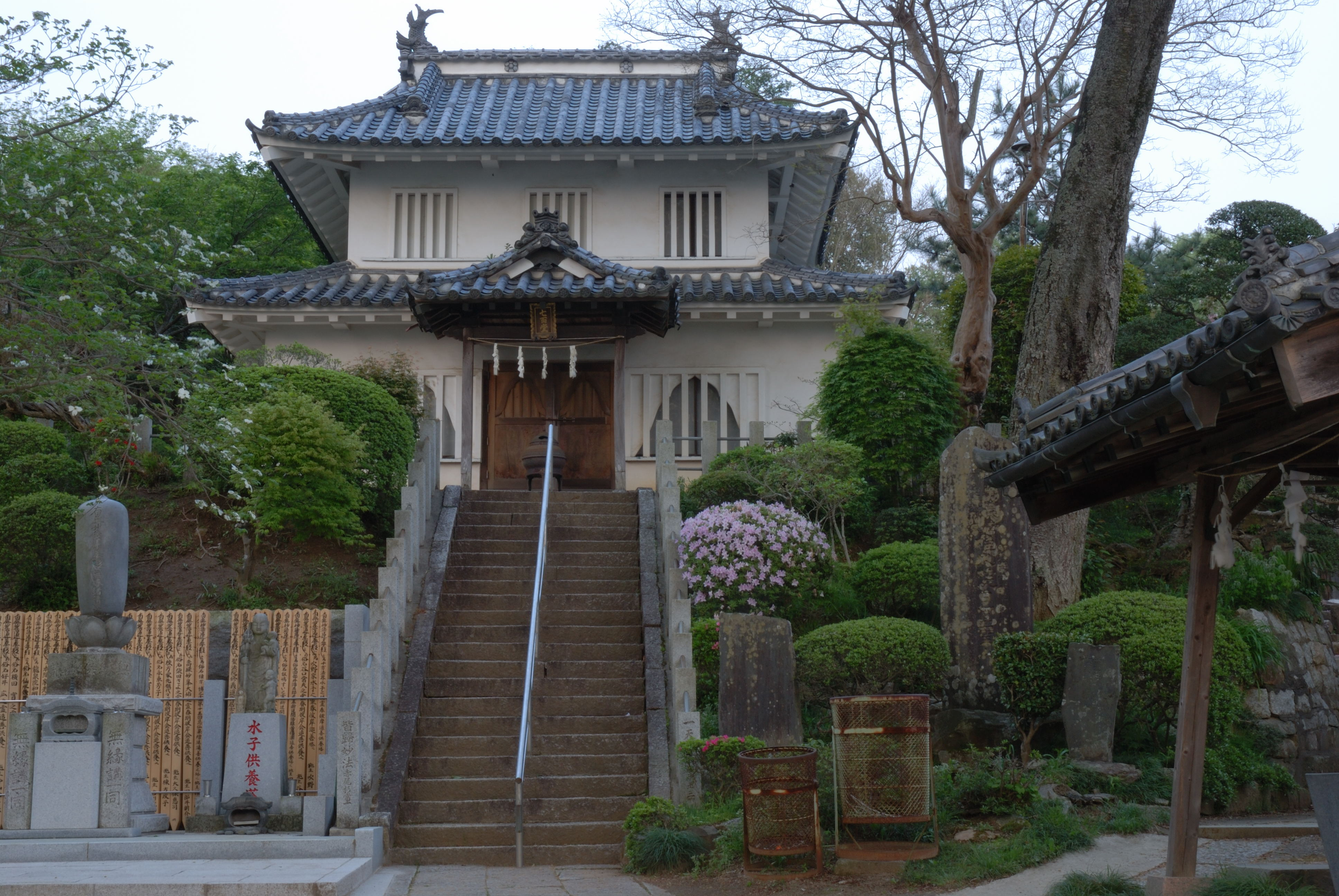
Tour d'angle du château de Kasama dans l'actuelle ville de Kasama de la préfecture d'Ibaraki.

Le chef de cette lignée de clan est fait « vicomte » dans le cadre du nouveau système nobiliaire mis en place par le gouvernement de Meiji.

## Officiel Tokugawa
Tadakiyo sert le shogunat Tokugawa comme 32e Kyoto shoshidai durant la période allant du 13 janvier 1799 au 19 août 1801.